# كيت سميث
كيت سميث (بالإنجليزية: Kate Smith) (و. 1907 – 1986 م) هي ممثلة، وموسيقية، وكاتِبة، ومغنية، وكاتبة سير ذاتية، وممثلة تلفزيونية، ومقدمة برامج إذاعية، من الولايات المتحدة الأمريكية، ولدت في واشنطن العاصمة، توفيت في رالي، كارولاينا الشمالية، عن عمر يناهز 79 عاماً.

## جوائز
حصلت على جوائز منها:
- وسام الحرية الرئاسي.

## وصلات خارجية
- كيت سميث على موقع IMDb (الإنجليزية)
- كيت سميث على موقع الموسوعة البريطانية (الإنجليزية)
- كيت سميث على موقع ميوزك برينز (الإنجليزية)
- كيت سميث على موقع أول موفي (الإنجليزية)
- كيت سميث على موقع قاعدة بيانات برودواي على الإنترنت (الإنجليزية)
- كيت سميث على موقع قاعدة بيانات الأفلام السويدية (السويدية)
- كيت سميث على موقع إن إن دي بي (الإنجليزية)
- كيت سميث على موقع ديسكوغز (الإنجليزية)
- كيت سميث على موقع قاعدة بيانات الفيلم (الإنجليزية)

كيت سميث في قاعدة بيانات الأفلام على الإنترنت